# ベルリン・ブランデンブルク国際空港

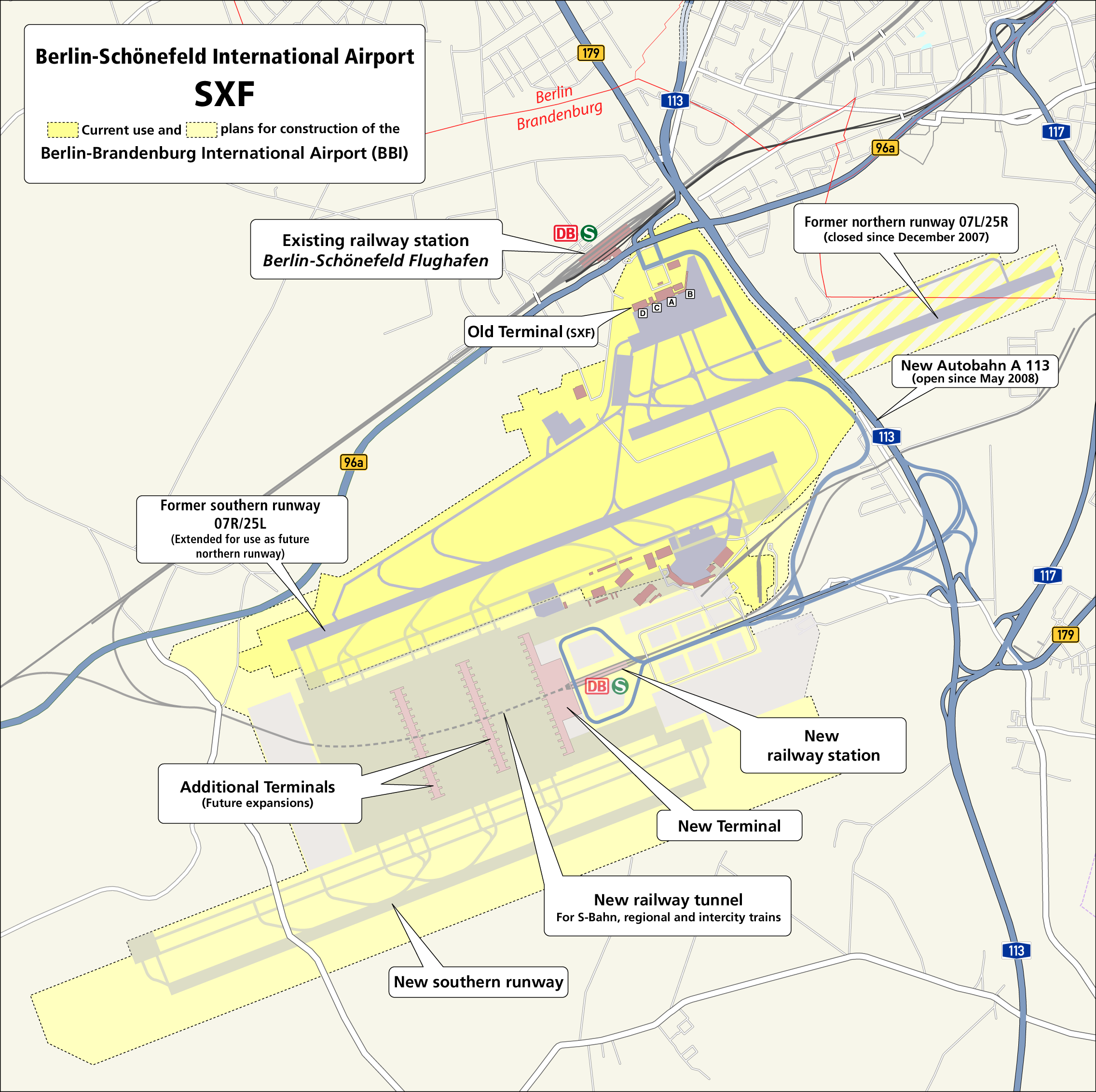
濃く描かれた箇所は旧シェーネフェルト空港から引き継いだ施設。薄く描かれた箇所は新空港として整備された施設。

ベルリン・ブランデンブルク国際空港（ベルリン・ブランデンブルクこくさいくうこう、ドイツ語: Flughafen Berlin Brandenburg、英語: Berlin Brandenburg Airport）は、ドイツの首都、ベルリン近郊の国際空港である。2020年10月31日開港。

## 概要
かつてベルリンの空港はテンペルホーフ空港、テーゲル空港、シェーネフェルト空港の3つに分かれていたため、航空路線が分散してしまい需要が低迷していた。このため3空港の統合が計画されたが、旧西ベルリンにあるテンペルホーフ空港や、1948年のベルリン封鎖時に急遽建設され都市部に近い利用客数最大のテーゲル国際空港の拡張は不可能であったことから、ベルリン近郊で旧東ベルリン地区（旧東ドイツ首都）の中心空港として機能していたシェーネフェルト国際空港の隣接地にベルリンのハブ空港として建設された。
シェーネフェルト空港は形式上閉鎖され、空港ターミナルビルや空港機能はブランデンブルク国際空港に引き継がれた。シェーネフェルト空港旅客ターミナルは、ブランデンブルク国際空港のターミナル5となった。
テンペルホーフ空港は2008年に閉鎖、テーゲル国際空港は2020年11月8日に閉鎖され、ブランデンブルク国際空港はベルリン唯一の旅客空港となった。

## 歴史
シェーネフェルト国際空港の従来の南側滑走路を、3,000メートルから3,600メートルに拡張、新たな北側滑走路にする工事が完成した。その南側に旅客ターミナル、4,000メートルの（新しい南側）滑走路が建設された。
2006年に建設工事が始まり、当初の開港予定は2011年10月30日であったが、ずさんな工事管理に加えてベルリン市長らによる監査委員会の要求を受けて計画を途中で大幅に変更したことが祟り、既に巨額の投資をしているにもかかわらず空港として全く稼働できずに維持費（2015年時点で月1600万ユーロ）を消費する状態が続いていた。
2011年10月に行われた査察では、シーメンスとボッシュが手がけた本空港の防火システムが、作動しないか、作動しても異なる施設の警報が鳴るなど、全く機能していないことが判明した。更に本来なら天井に設置するべき排煙装置を床に設置するという、極めて初歩的なミスも判明し、建物そのものの使用が危険と判断された。これを受けた空港側は、ボランティアや低賃金労働者による警報・旅客誘導等、「人海戦術」による代替を提案したが、却下された。その結果、開港予定日を4週間後に控えた2012年5月に空港のシュワーズ社長は、既に要人に招待状を送付済みであるにもかかわらず「開港期限を守れない」と発表した。
このように開港は工事の遅れ・ターミナル設備の不良などから度々延期され、2017年12月には空港の供用開始が2020年10月と発表された。こうした度重なる工事の遅れが注目され、ドイツのメディアは挙って「恐怖の建築現場」と呼び、2014年9月にはイギリスのタブロイド紙「デイリー・メール」が組んだ特集「世界の7大無駄観光資源プロジェクト」の中の1つとしてベルリン・ブランデンブルク国際空港がピックアップされている。
開港延期が繰り返された結果、総工費は当初計画の20億ユーロから三倍の60億ユーロ（約7320億円）にまで膨張している。空港会社には、ベルリン州とブランデンブルク州が各37％、連邦政府が26％出資している。このため事業は政治介入を受けやすく、工事が政治家の意向で変更されたり、巨大プロジェクトに不慣れな中小企業に分割発注されたりしたことが混乱を招き、空港会社が破綻すれば税金が投入されることが見込まれる。ベルリン州議会が2016年、1000ページ以上もの調査報告書をまとめる事態になっている。

## 副名称問題
この新空港の副名称に、ドイツ社会民主党 (SPD) がかつて西ベルリン市長、第4代西ドイツ首相を務め、東方外交でノーベル平和賞を受賞した同党出身の政治家・ヴィリー・ブラントの名を冠することを提案したところ、ドイツキリスト教民主同盟 (CDU) はアルベルト・アインシュタインやマレーネ・ディートリヒの名を挙げて対抗し、大連立を組む保革の二大政党同士で論争になった。2009年末に新空港の副名称は“ヴィリー・ブラント”に決定された。

## ターミナル

### ターミナル1
ブランデンブルク国際空港の開港に合わせて建設されたメインターミナル。施設はほぼ2011年に完成していたものの、数々のトラブルにより開港延期の要因となった。

### ターミナル2
LCC用ターミナルとなる。2018年に建設開始され、2020年9月に完成。

### ターミナル3
計画中。2030年頃に竣工予定。

### ターミナル4
計画中。

### ターミナル5
旧シェーネフェルト国際空港のターミナルで構成される。主にLCC用ターミナルとなる。当初は、ターミナル3が完成すると廃止となる予定であったが、2022年11月、永久に使用しないことが決定した。現在は、ウクライナ避難民のシェルターとなっている。

## 交通
鉄道
ベルリン・ブランデンブルク空港駅：ターミナル1と2に隣接した地下に新設され、ベルリンSバーン(S9,S45)やインターシティ(IC17)、レギオナルエクスプレス(RE7,FEX)、レギオナルバーン(RB14,RB22)が運行されている。このうちベルリン中央駅等と結ばれるのはS9,RE7,RB14,IC17,FEXとなる。所要時間はベルリン中央駅まで20-30分となっている。
地下鉄

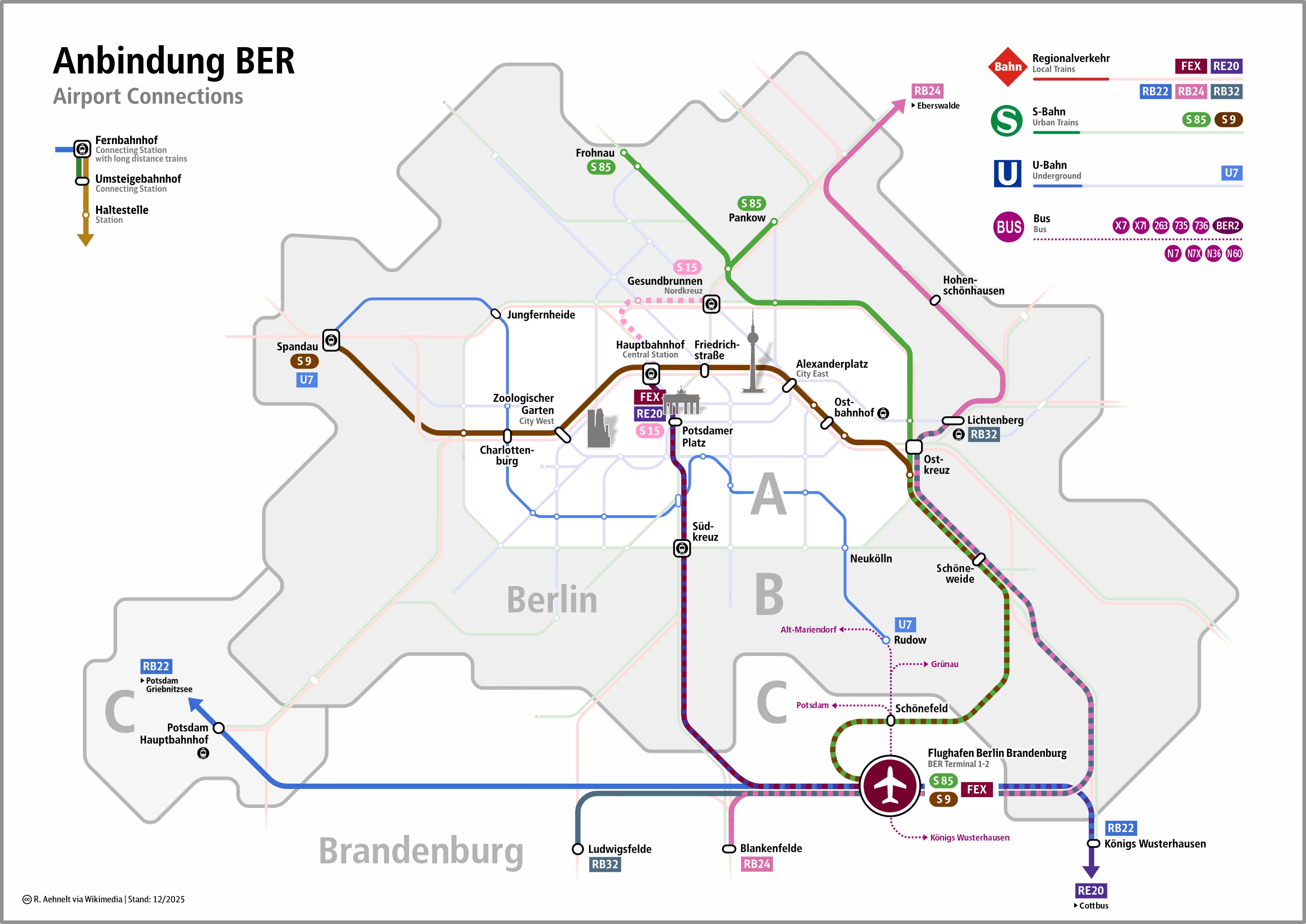
空港からの鉄道運行路

最寄りの地下鉄駅は7号線ルードウ駅で、ルードウ駅からは急行バス(X7, X71)が運行されており、空港までの所要時間は約15分。

## ギャラリー

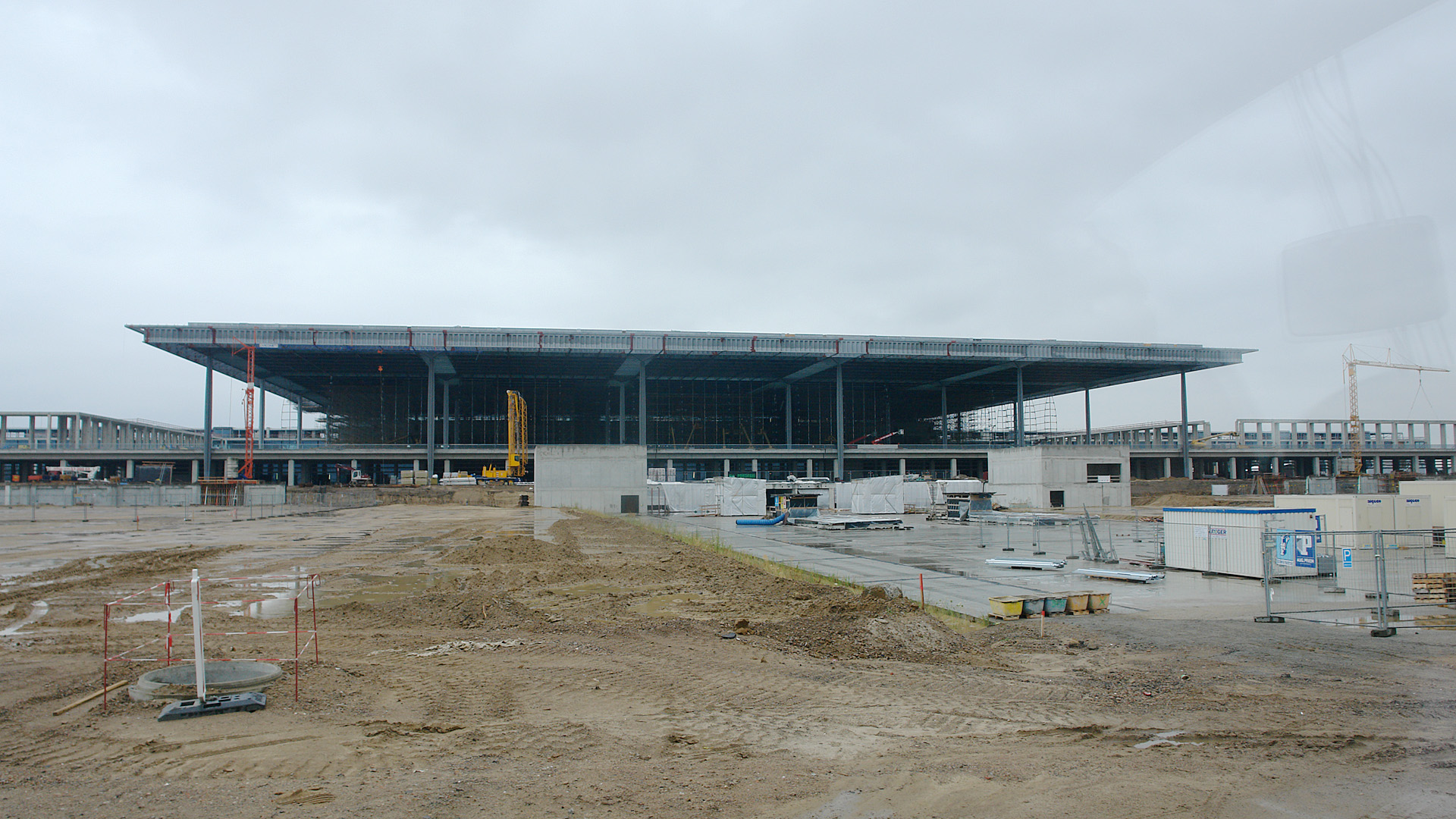
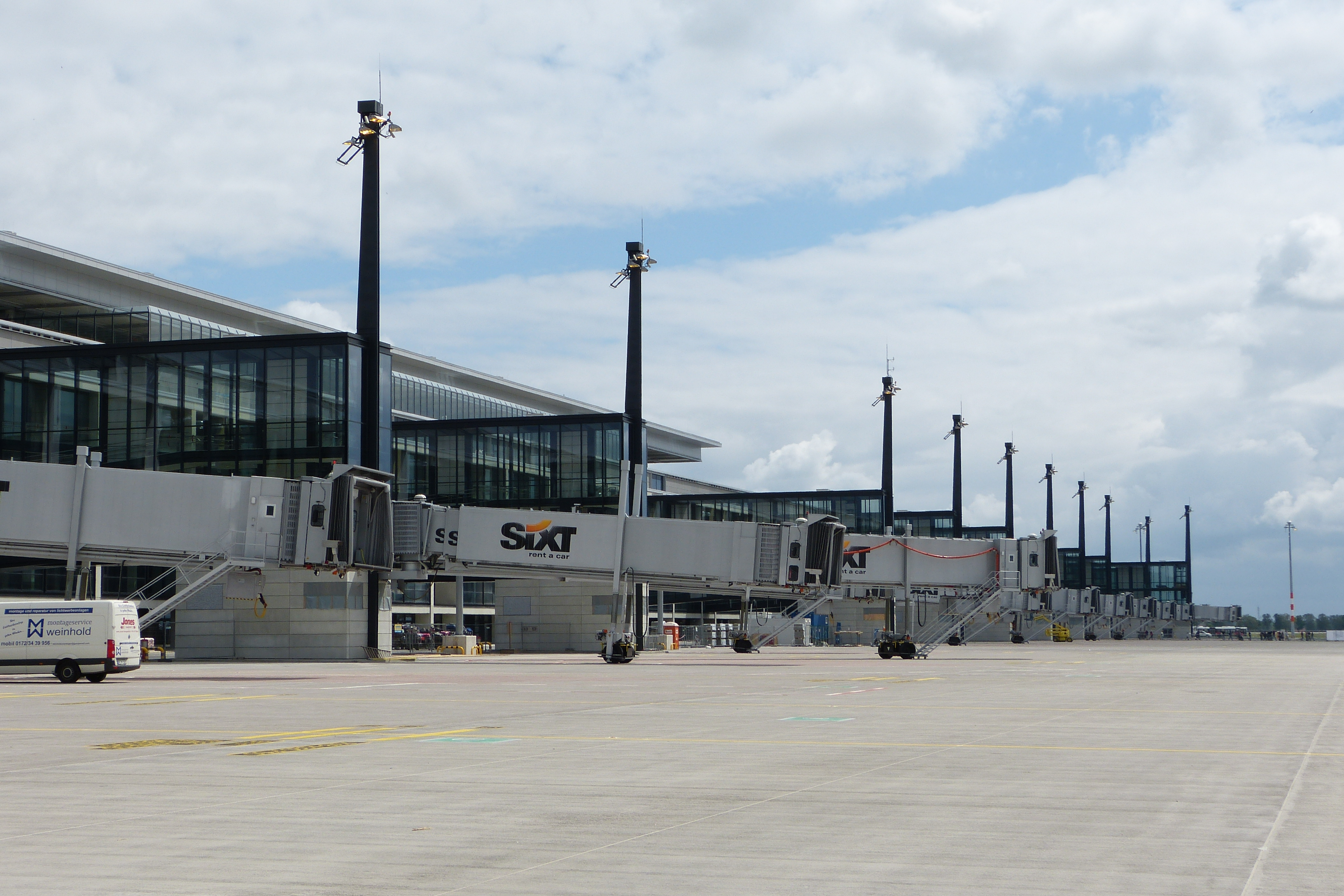
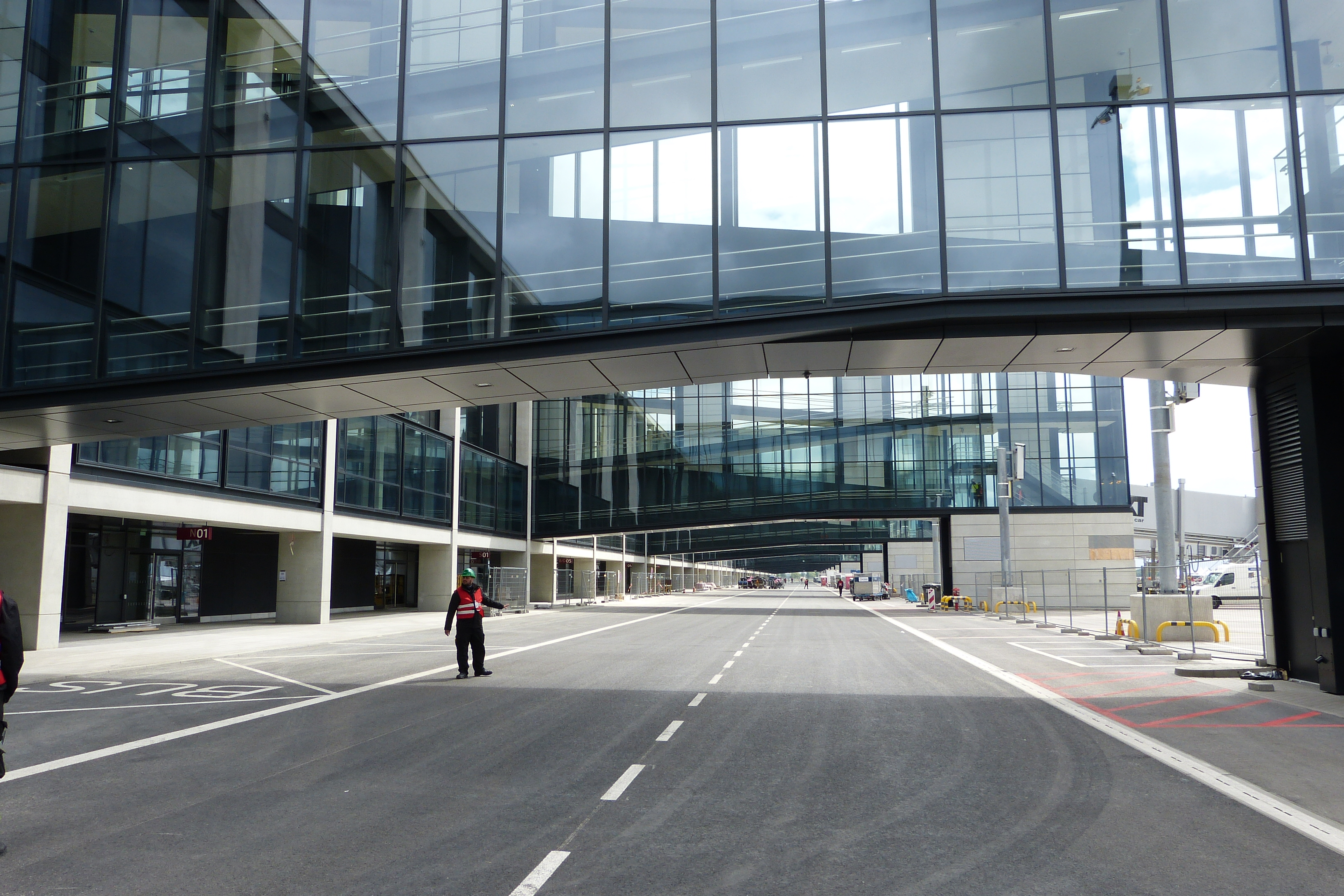
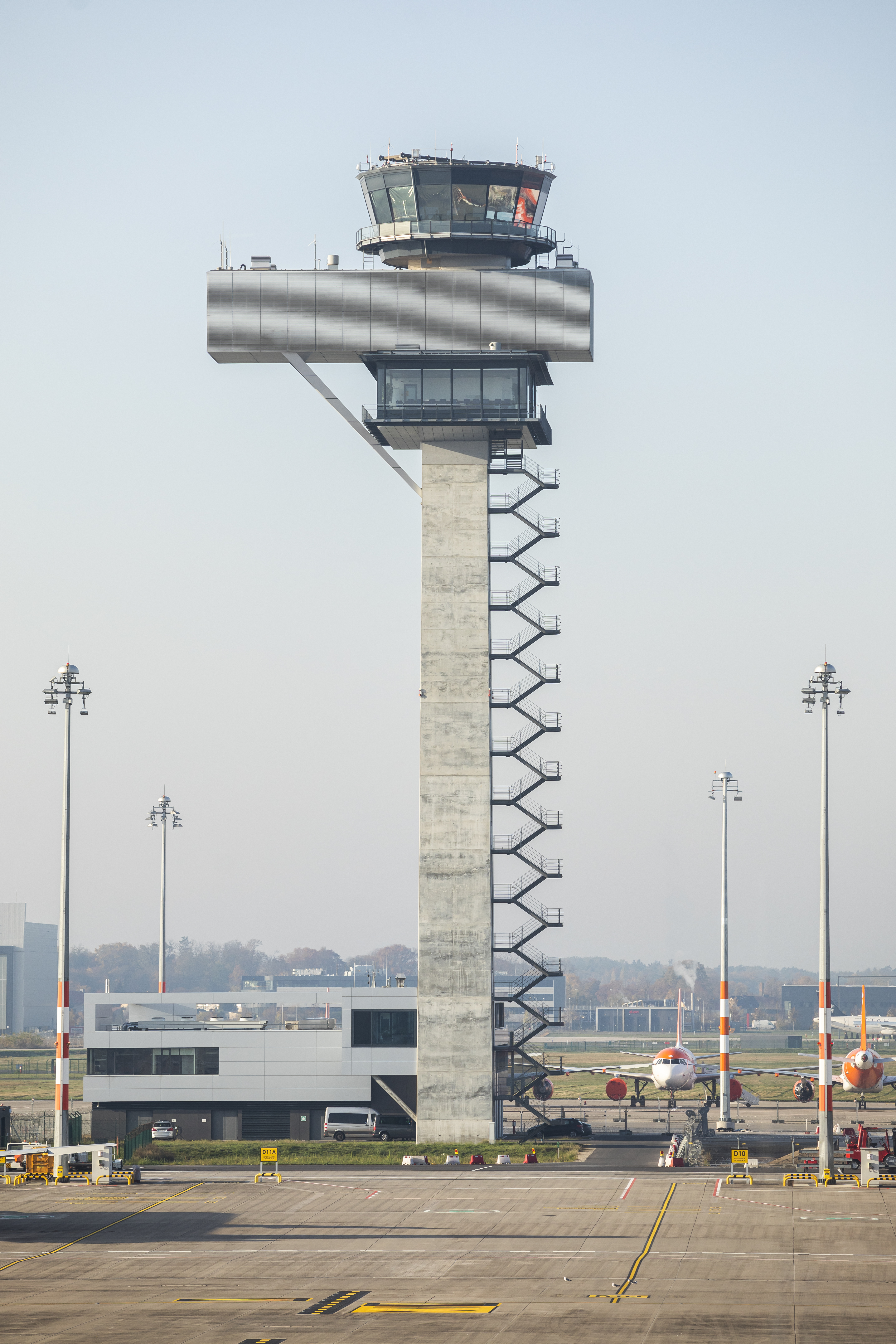